# Главная директива
Главная директива (англ. Prime Directive) (также известная как «Общий приказ № 1 Звёздного флота», «Общий приказ № 1» и «директива о невмешательстве») — в вымышленной вселенной «Звёздный путь», является руководящим принципом Звёздного флота, запрещающим его членам вмешиваться в естественное развитие инопланетных цивилизаций. Он защищает неподготовленные цивилизации от опасности, когда экипажи звездолётов внедряют передовые технологии, знания и ценности до того, как они будут к этому готовы. С момента своего появления в первом сезоне сериала «Звёздный путь: Оригинальный сериал» директива фигурировала во многих сериях «Звёздного пути» как часть морального вопроса о том, как лучше всего установить дипломатические отношения с новыми инопланетными мирами. Директива Омега может превалировать над Главной директивой.

## Главная директива
Главная директива является одним из многих руководящих принципов мандата Звёздного флота по исследованию галактики и «поиску новой жизни и новых цивилизаций». Хотя концепция Главной директивы упоминалась и перефразировалась многими персонажами «Звёздного пути» во время телесериалов и художественных фильмов, фактическая директива никогда не была представлена зрителям. Наиболее полные попытки определить директиву были сделаны из неканонических работ и включают:
Главная директива запрещает персоналу Звёздного флота и космическим кораблям вмешиваться в нормальное развитие любого общества и предписывает, чтобы любое судно или член экипажа Звёздного флота считались расходным материалом для предотвращения нарушения этого правила.
и
Поскольку право каждого разумного вида жить в соответствии с его нормальной культурной эволюцией считается священным, никакой персонал Звёздного Флота не может вмешиваться в нормальное и здоровое развитие инопланетной жизни и культуры. Такое вмешательство включает внедрение передовых знаний, силы или технологий в мир, общество которого не способно разумно распорядиться такими преимуществами. Персонал Звёздного Флота не может нарушать эту Главную Директиву, даже для того, чтобы спасти свою жизнь и/или свой корабль, если только они не действуют для исправления более раннего нарушения или случайного заражения указанной культуры. Эта директива имеет приоритет над любыми другими соображениями и влечёт за собой высочайшее моральное обязательство.
Главная директива часто применялась к менее развитым планетам, которые ещё не открыли варп-путешествия или технологии подпространственной связи. Главная директива также иногда применялась к развитым цивилизациям, которые уже знали о жизни в других мирах, но находились под защитой империй за пределами юрисдикции Федерации. Первый контакт Федерация может установить с инопланетными мирами, которые либо открыли варп, либо находятся на грани его открытия, либо с высокоразвитыми цивилизациями, которые просто ещё не отважились выйти в космос. В этих случаях Главная директива использовалась как общая политика, чтобы не нарушать их культуру и не вмешиваться в неё при установлении мирных дипломатических отношений.
Последствия нарушения Главной директивы могут варьироваться от строгого выговора до понижения в должности, в зависимости от серьёзности нарушения. Однако соблюдение этих правил и интерпретации самой Главной директивы сильно различались и находились на усмотрении командира. Во многих случаях видные сотрудники Звёздного Флота, такие как капитаны Джеймс Т. Кирк, Жан-Люк Пикар, Кэтрин Джейнвэй и Бенджамин Сиско, добровольно нарушали Главную директиву, но не подвергались реальному наказанию или последствиям за это.

## Создание и развитие
Создание Главной директивы обычно приписывают Джину Л. Куну из «Оригинального сериала». Главная директива отражала современное политическое мнение о том, что участие США в войне во Вьетнаме было примером вмешательства сверхдержавы в естественное развитие общества Юго-Восточной Азии; создание Главной директивы было воспринято как отказ от этого участия.

### Известные отсылки на экране

#### Энтерпрайз
- Хотя сериал «Звёздный путь: Энтерпрайз» (ENT) был снят в период с 2001 по 2005 год, он является приквелом к сериалу «Звёздный путь: Оригинальный сериал» (TOS), и в нём есть ссылки на Главную директиву. В частности, в серии первого сезона «Дорогой доктор» капитан Джонатан Арчер говорит: «Когда-нибудь мои люди придумают какую-то доктрину, что-то, что говорит нам, что мы можем и не можем делать здесь, должны и не должны делать. Но пока кто-нибудь не скажет мне, что они разработали эту директиву, мне придется каждый день напоминать себе, что мы пришли сюда не для того, чтобы играть в Бога»[13].
- Кроме того, в ENT в сериях «Бежать или сражаться» и «Цивилизация» делаются ссылки на вулканскую политику невмешательства, что подразумевает, что она могла быть образцом для Главной директивы Звёздного флота.

#### Дискавери
- Во второй серии второго сезона «Новый Эдем», сериала «Звёздный путь: Дискавери», вышедшего в эфир в 2019 году, выезжающая группа выбирается и инструктируется, чтобы их взаимодействие с людьми с Земли, способной к доварпу, не мешало их развитию. Регламент именуется исключительно как «Общий приказ № 1».

#### Странные новые миры
- В первой серии первого сезона сериала «Звёздный путь: Странные новые миры», капитан Пайк показывает звездолёт «Энтерпрайз» обществу, которое перепроектировало реактор материи-антиматерии в качестве оружия после того, как стал свидетелем битвы возле Ксахеа. Тем не менее, Совет Федерации не смог выяснить, как было создано это оружие, потому что битва под Ксахеа была засекреченной информацией, что не позволяло им обвинить Пайка в нарушении «Общего приказа № 1». Совет Федерации также рассматривает возможность переименования «Общего приказа № 1» в Главную директиву, о которой Капитан Пайк говорит, что «никогда не прилипнет».

#### Оригинальный сериал
- Первое снятое упоминание Главной директивы происходит в серии первого сезона TOS «Возвращение архонтов» (1966), когда Спок начинает предостерегать капитана Кирка, когда тот предлагает уничтожить компьютер, управляющий всей цивилизацией. Кирк прерывает его после того, как Спок говорит: «Капитан, наша Главная директива о невмешательстве: Это относится к живой, растущей культуре…» Позже Кирк приводит компьютер к самоуничтожению и оставляет группу социологов помочь восстановить общество в «человеческой» форме.
- В серии второго сезона «Яблоко» Спок говорит о плане Кирка уничтожить Ваала: «Если мы сделаем то, что, кажется, должны, по моему мнению, это будет прямым нарушением директивы о невмешательстве».
- В серии второго сезона «Часть действия» Кирк, информируя Спока и Маккоя перед тем, как телепортироваться о возможном вмешательстве корабля Федерации «Горизонт» 100 лет назад, Кирк прямо заявляет: «Контакт произошел раньше, чем появилась директива о невмешательстве».
- В серии второго сезона «Маленькая частная война» две разные фракции на планете воевали друг с другом, и выясняется, что клингоны снабжали одну фракцию передовым оружием. В ответ Кирк вооружил другую фракцию таким же оружием.
  - Это привело к гонке вооружений в этом мире, как вымышленная параллель с тогдашней гонкой вооружений времен холодной войны, в которой Соединенные Штаты часто вооружали одну сторону спора, а Советский Союз вооружал другую.
- В аналогичной сюжетной линии на TNG «Слишком короткий сезон» адмирал Звёздного флота признает, что он интерпретировал Главную директиву как равное вооружение двух разных фракций на планете, что привело к 40-летней войне.
- В серии второго сезона «Образец силы» обозреватель культуры Федерации и историк Джон Гилл создал режим, основанный на нацистской Германии, на примитивной планете, пытаясь создать общество, сочетающее высокую эффективность фашистской диктатуры с более мягкой философией. Поступая так, он загрязнил нормальное и здоровое развитие культуры планеты с катастрофическими последствиями; режим принимает те же идеологии расового превосходства и геноцида, что и оригинал.
- В серии второго сезона «Слава Омеги», узнав, что капитан Трейси, возможно, нарушил Главную директиву, капитан Кирк заявляет: «Самая торжественная клятва капитана космического корабля состоит в том, что он отдаст свою жизнь, даже всю свою команду, но не нарушит Главную директиву».
- В серии второго сезона «Хлеба и зрелищ» команда обсуждает, как действует Главная директива, говоря: «Никакой идентификации себя или миссии. Никакого вмешательства в социальное развитие указанной планеты. Никаких ссылок на космос или тот факт, что существуют другие миры или более развитые цивилизации».

#### Следующее поколение
- В серии первого сезона «Симбиоз» сериала «Звёздный путь: Следующее поколение» (TNG) капитан космического корабля «Энтерпрайз-D» Жан-Люк Пикард заявляет, что «Главная директива — это не просто набор правил, это философия. … и очень правильная. История снова и снова доказывает, что всякий раз, когда человечество вмешивается в менее развитую цивилизацию, независимо от того, насколько благими намерениями может быть это вмешательство, результаты неизменно катастрофичны».
- В серии третьего сезона «Кто наблюдает за наблюдателями» экипаж звездолёта «Энтерпрайз» подвергает доварповую цивилизацию на Минтаке III воздействию технологий Федерации. Несмотря на попытку стереть разум, минтаканцы помнят и теперь почитают Пикара как бога. Пикар намеренно снова нарушает Главную директиву, направляя одного из минтаканцев на борт «Энтерпрайза» и объясняя, что они находятся на звездолёте, и не боги, показывая им свой мир из космоса и поощряя их распространять правду среди других. В конце концов, он позволил стреле прострелить себя, чтобы доказать, что он смертен.
- В серии четвёртого сезона «Барабанный барабан» капитана «Энтерпрайза» допрашивает отставной адмирал Нора Сати, которая говорит, что Главная директива — «Общий приказ номер один Звёздного флота». Она утверждает, что Пикар "нарушил Главную директиву в общей сложности девять раз с тех пор, как вы приняли командование «Энтерпрайзом». (На это он отвечает: «Мои отчеты в Звёздный флот документируют обстоятельства в каждом из этих случаев».)
- В серии четвёртого сезона «Первый контакт» коммандер Райкер под прикрытием отправляется на разведку доварповой цивилизации, которая находится на грани открытия варп-технологии, готовясь установить дипломатические отношения. Когда он попадает в плен, капитан Пикар и Диана Трой рано вступают в первый контакт, но Пикар отказывается делиться с ними технологиями Федерации из-за Главной директивы. После беспокойства по поводу социальных потрясений инопланетные ученые, разрабатывающие варп-путешествия, считают, что их общество не готово к знаниям о внеземной жизни, и просят «Энтерпрайз» уйти, не объявляя о своем присутствии публике, соглашаясь отложить разработку варп-технологий до тех пор, пока их культура не будет готова.
- В серии седьмого сезона «Вперед домой» говорится, что Звёздный флот позволил 60 расам вымереть, а не вмешиваться в их судьбу. Однако в сериях «Домой» и «Друзья по переписке» команда обсуждает Главную директиву и спасение цивилизаций.

#### Глубокий космос 9
- В серии «Преследование в плену» первого сезона сериала «Звёздный путь: Глубокий космос 9» (DS9) командир Сиско ссылается на Главную директиву как на причину, по которой он решил не вмешиваться в охоту на представителя разумных видов из Гамма-квадранта, который выведен для охоты. В конце концов, Сиско позволяет Майклу О’Брайену помочь преследуемому существу сбежать от похитителей, чтобы продолжить охоту.
- В серии «Круг» правительство планеты Баджор переживает внутренний конфликт, похожий на гражданскую войну. Начальник командующего Звёздным флотом Бенджамина Сиско приказывает ему эвакуировать весь персонал Звёздного флота со станции, отмечая: «Кардассианцы могут вмешиваться в гражданские войны других людей, но мы этого не делаем».
- В серии «В бледном лунном свете» Сиско и Гарак подбрасывают ложные доказательства, чтобы вынудить ромуланцев вступить в войну Доминиона под ложным предлогом, с ведома и одобрения командования Звёздного флота, несмотря на то, что это нарушает указ Главной директивы не вмешиваться в другие дела культур или цивилизаций. Участие ромуланцев в войне привело к массовым жертвам среди военных и гражданского населения ромуланского общества.

#### Вояджер
- В серии «Директива Омега» сериала «Звёздный путь: Вояджер» было введено исключение из Главной директивы. Директива Звёздного Флота по Омеге разрешает капитану использовать любые средства, необходимые для уничтожения частиц Омега, включая вмешательство в любое общество, которое их создаёт.
- В серии «Бесконечный регресс» Наоми Вайлдман сообщает Седьмой-из-Девяти, что она была знакома с Главной директивой, включая все 47 подотрядов.
- В Серии "Финал будущий адмирал Джейнвэй предостерегает настоящего капитана Джейнвэй от соблюдения «Главной директивы», когда будущая Джейнвэй возвращается в прошлое, чтобы изменить историю, заставив звездолёт «Вояджер» вернуться на Землю всего за 7 лет вместо 23 лет.

#### Фильмы
- В художественном фильме «Звёздный путь: Восстание» Пикар нарушает приказ о защите прав населения планеты, когда чувствует, что адмирал нарушает Главную директиву.
- В художественном фильме «Стартрек: Возмездие» капитан Кирк нарушает Главную директиву, спасая жизнь Спока, пытаясь остановить действующий вулкан, который угрожает местным жителям, а затем раскрывая «Энтерпрайз» этим жителям.

## Критика
Главная директива подверглась критике во вселенной из-за несоответствий, в которых она применяется. В TOS в сериях «Дитя пятницы», «Мир пуст, и я коснулся неба», «Облачные хранители», «Яблоко», «Возвращение архонтов», «Космическое семя» и «Вкус Армагеддон», экипаж «Энтерпрайза» либо вмешивается в законы и обычаи чужих миров, либо напрямую колонизирует чужую планету для достижения цели Федерации, спасения жизней экипажа или улучшения жизни жителей.
Критика вне вселенной сосредоточена на вышеуказанных проблемах: что Главная директива — это просто сюжетный ход, которым манипулируют сценаристы, требуют «своего рода взаимности — даже если ваши технологические достижения совершенно иные, это означает признание того, что вы должны относиться к таким же моральным соображениям. Стемведель пишет: „Если вы не хотите изменить естественное поведение или развитие инопланетных граждан любой ценой, лучше всего оставаться дома, а не исследовать новые миры“. Ars Technica попросила юристов прокомментировать Главную директиву и другие „Звёздные пути“. Критика включала интерпретацию Главной директивы как продукта времён холодной войны, в которой писал Родденберри, а также указание на отсутствие правоприменения.

## Временная главная директива
„Временная главная директива“ — это вымышленное руководство для путешественников во времени (из прошлого или будущего) от вмешательства в естественное развитие временной шкалы.
В TNG в серии „Вопрос времени“ Пикар сравнивает Главную директиву с возможной Временной главной директивой:
„Конечно, вы знаете о Главной директиве, которая говорит нам, что мы не имеем права вмешиваться в естественную эволюцию чужих миров. Теперь я поклялся соблюдать её, но тем не менее я не раз нарушал эту директиву, потому что я подумал, что это правильно. Так вот, если вы держитесь за какой-то временной эквивалент этой директивы, то, возможно, у вас есть повод сделать исключение, чтобы помочь мне выбрать, потому что это правильный поступок?“
Как рассказал путешественник во времени 31-го века Дэниелс капитану Джонатану Арчеру в серии „Холодный фронт“ сериала »Звёздный путь: Энтерпрайз", по мере того, как технологии путешествий во времени становились практичными, Временные соглашения были заключены где-то до 31-го века, чтобы позволить использовать путешествия во времени для целей изучения истории, запрещая при этом её использование для изменения истории.